# Convoglio Servizio Aeroportuale
Il Convoglio Servizio Aeroportuale (CSA) è un elettrotreno di Trenord (prima LeNord) utilizzato per il servizio ferroviario Malpensa Express, che collega l'aeroporto di Milano-Malpensa con le stazioni di Milano.

## Storia
Nel 2007 la società lombarda LeNord bandì una gara per la costruzione di 30 elettrotreni, alcuni dei quali da destinare al servizio aeroportuale Malpensa Express, in sostituzione dei TAF, appositamente modificati ma rivelatisi comunque inadeguati per tale servizio.
Per i treni destinati al collegamento aeroportuale, battezzati con la sigla CSA ("Convoglio Servizio Aeroportuale"), fu scelto come base il modello Coradia Meridian a cinque casse, prodotto dalla Alstom. Nel 2008 ne furono ordinate 6 unità.
I treni furono testati sulla linea FNM Erba-Asso ed entrarono in servizio regolare con il cambio d'orario del 12 dicembre 2010. Con il cambio d'orario del 20 giugno 2011, furono concentrati sulla relazione da Milano Centrale a Malpensa Aeroporto.
Successivamente fu ordinata una seconda serie di 8 treni (numerati da 07 a 14), di cui il primo esemplare fu consegnato nel febbraio 2012.
Per un breve periodo, da settembre a dicembre 2012, alcuni CSA vennero utilizzati anche per il servizio a mercato Lombardia Express di Trenord, poi soppresso.
I CSA sono stati l'unica tipologia di convoglio utilizzata di norma per il servizio Malpensa Express, venendo a volte impiegati anche sulle linee S3 ed S4 del servizio ferroviario suburbano di Milano e venendo sostituiti sui servizi aeroportuali da ETR 425 oppure TSR quando non disponibili, dalla fine del 2012 fino al mese di marzo 2025, quando sono stati immessi in servizio i primi elettrotreni a doppio piano a quattro casse ETR 421 "Caravaggio" dotati di livree ed allestimenti specifici per il servizio Malpensa Express, prodotti da Hitachi Rail.

## Caratteristiche
I CSA sono stati prodotti da Alstom nello stabilimento di Savigliano per quanto riguarda i motori, le carrozze e l'assemblaggio finale; mentre nello stabilimento di Bologna per quanto riguarda gli allestimenti interni e nello stabilimento di Sesto San Giovanni per quanto riguarda gli impianti di sicurezza. Appartengono alla famiglia Alstom Coradia.
Questi mezzi sono omologati per una velocità massima di 160 km/h.
Il costo di un Convoglio Servizio Aeroportuale è stato di 5 milioni di euro. L'acquisto di questi convogli, sostenuto interamente dalla Regione Lombardia, ha rappresentato un segno tangibile di svolta nel programma di rinnovamento della flotta ferroviaria lombarda.

## Descrizione

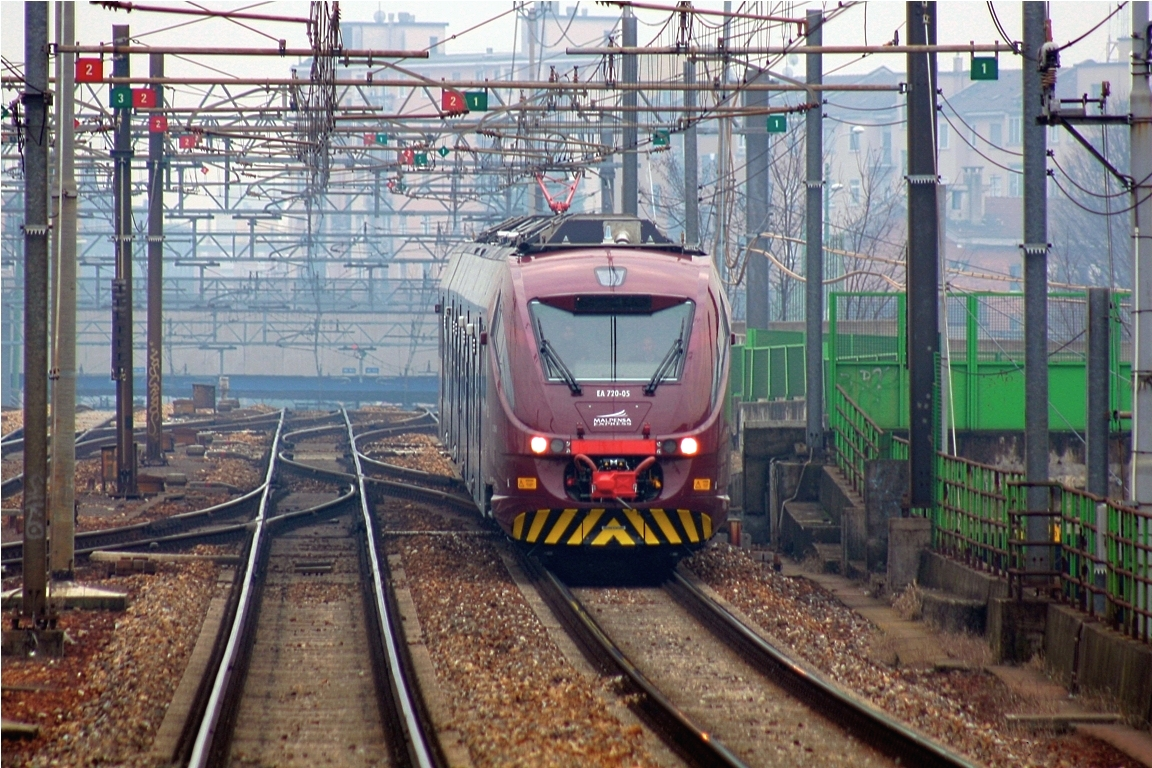
ETR 245 in arrivo a Milano Bovisa

Il CSA è un elettrotreno modulare a 5 casse a composizione bloccata prodotto da Alstom. Fa parte della linea Coradia Meridian, della quale fa parte anche l'ALe/ALn 501 Minuetto di Trenitalia, a tre casse.
Le Ferrovie Nord erano in cerca di un nuovo convoglio da utilizzare per il servizio Malpensa Express, che risolvesse i problemi dati dal Treno Alta Frequentazione. La scelta è caduta sul sistema articolato Coradia della francese Alstom. Questo tipo di treno, oltre ad essere adatto ad un uso molto flessibile, ha caratteristiche che lo rendono particolarmente adatto per un servizio ferroviario come quello dedicato all'aeroporto di Malpensa, caratterizzato da un numero medio-alto di passeggeri e dalla necessità di velocità abbastanza elevate e abbondante spazio per i bagagli. Partendo da questi presupposti si è lavorato sul Minuetto, treno già progettato per Trenitalia ed adatto per servizi più lenti e poco frequentati, utilizzandolo come base per realizzare un convoglio ad alto comfort adatto a servizi semi-metropolitani a più alta frequentazione.
Si tratta di un convoglio a composizione bloccata formato da 3 rimorchiate centrali (a differenza del Minuetto, che ne ha solo una) senza carrelli motori e due motrici di testa e di coda, in configurazione push-pull. Per mantenere elevate le prestazioni del treno nonostante l'aumento delle rimorchiate è stata raddoppiata la potenza dei motori delle vetture pilota, che è passata a 1325 kW per ognuna. Il convoglio non ha i motori distribuiti su tutte le casse, a differenza del Treno Servizio Regionale, ma viene comunque considerato un elettrotreno poiché gli equipaggiamenti di trazione sono comunque dislocati per tutta la lunghezza del convoglio (ovvero non esiste una locomotiva vera e propria), per la bassa aggressività sui binari (il che lo rende adatto ad un servizio su linee ad alta frequenza) e per il fatto che non è scomponibile se non in officina.
Il treno, che ha una struttura a pianale ribassato in corrispondenza dei vestiboli, ha 5 porte per lato (una per cassa), poste allo stesso livello della banchina, per facilitare l'incarrozzamento. Le porte sono realizzate in modo che, a treno fermo, rimangano chiuse, e chi sale o scende apre solo quella da utilizzare mediante un pulsante, per migliorare l'efficienza del sistema di riscaldamento o condizionamento dell'aria, ed è poi presente un dispositivo di sicurezza che, a treno in movimento, blocca tutte le porte per impedire pericolose aperture accidentali.
Sul musetto del treno è presente un gancio automatico di tipo Scharfenberg che rende possibile l'accoppiamento rapido fino a 2 unità di CSA, per far fronte agli orari di maggiore affollamento o per poter unire in una tratta comune finale due convogli che compiono tratte iniziali diverse (come avviene abitualmente sulla rete svizzera). Le ruote e le strutture sono state rinforzate o riprogettate, in seguito alla presenza di vistosi errori di costruzione nel Minuetto, che comportavano una rapidissima usura degli organismi mobili. Anche il software di gestione e la parte elettrica del treno hanno subito numerose migliorie tecniche rispetto al treno da cui il CSA deriva. Per quanto riguarda la sicurezza, il convoglio è all'avanguardia sia nella sicurezza della marcia sia sul fronte anti-vandalismo: è presente un sistema di telecamere a circuito chiuso per contrastare gli atti vandalici sul treno, e per ridurre i danni causati dai graffiti è anche presente una particolare pellicola protettiva. Il convoglio è dotato anche del sistema SCMT e del dispositivo vigilante (VACMA) (in uso sulla rete FNM e presente solo su alcuni Minuetto di Trenitalia), elementi che rendono possibile il viaggio del treno ad agente unico. La mancanza allo stato attuale di uno dei dispositivi di un sistema vigilante completo ha generato diverse proteste da parte del personale di macchina relativamente allo stress generato dalla conduzione del convoglio, in quanto, per evitare che il VACMA freni automaticamente il convoglio, ogni 50 secondi al massimo si deve eseguire un cambiamento di velocità o impartire un qualsiasi altro comando, vista la mancanza di un dispositivo adibito unicamente a segnalare lo stato vigile dell'agente di condotta, presente invece nei TSR.
Le due parti frontali di testa e di coda del treno sono rinforzate in modo da ridurre i danni in caso di scontro con un altro treno. Un ulteriore fattore di protezione verso i viaggiatori è il fatto che, per la particolare articolazione delle casse del treno, in caso di deragliamento il convoglio non si disarticolerebbe.

## Allestimenti e livree

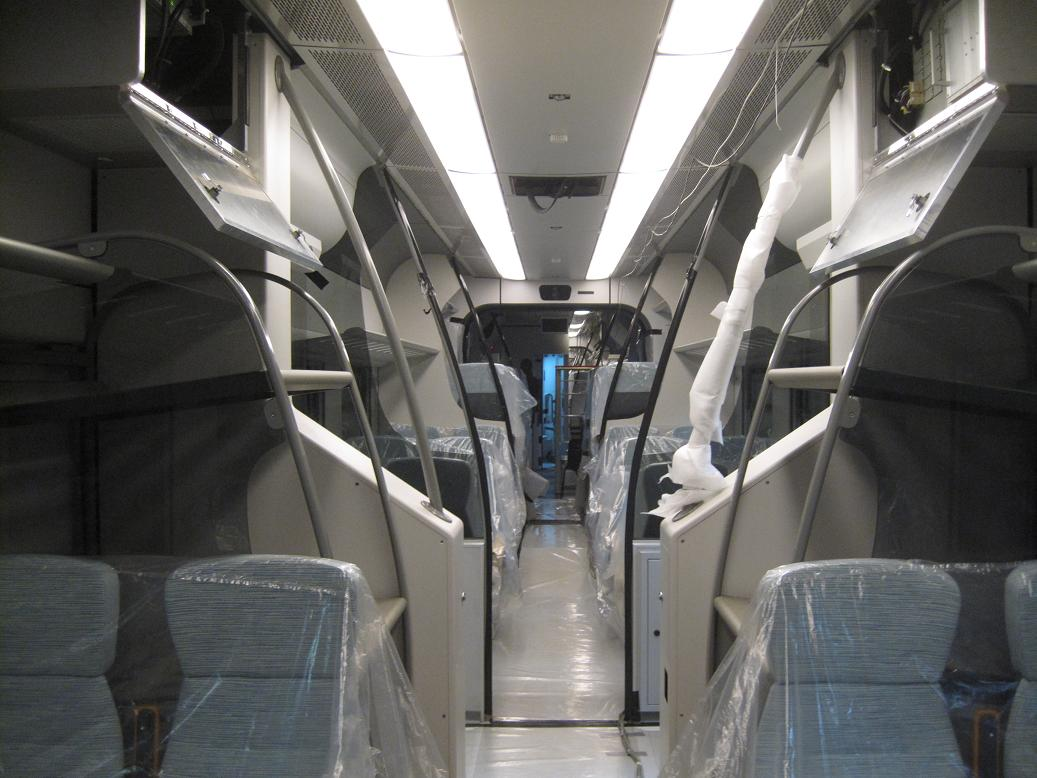
Interni ancora impacchettati di un CSA. Si notino gli ampi portapacchi e l'assenza dei sedili a "salottino" presenti in alcuni punti del Minuetto.

Per quanto riguarda gli interni, sono stati completamente riprogettati rispetto al Minuetto. Il treno ha una struttura a corridoio unico (senza porte tra gli intercomunicanti) in cui i posti sono divisi in ogni vagone in due scomparti (sempre in comune con la carrozza attigua) e sono tutti disposti in formazione vis a vis in due file. Non è presente la divisione in prima e seconda classe e la classe di servizio è unica, come già accadeva sui TAF usati per il servizio Malpensa Express. Rispetto al Minuetto sono stati eliminati i 6 posti frontali presso gli intercomunicanti dei vagoni. I corridoi sono leggermente più ampi rispetto a quelli del Minuetto e molto più ampi rispetto ai TAF usati per svolgere lo stesso servizio. L'allargamento dei corridoi è stato pensato per rendere più facile il trasporto dei bagagli, elemento rilevante in un treno impiegato per collegamenti aeroportuali. Al di sopra dei sedili sono presenti portapacchi molto ampi, che offrono spazio sufficiente per consentire l'appoggio di una valigia di medie dimensioni, e altri portapacchi verticali adibiti a tale uso sono presenti anche in altri punti del treno. A fianco di tutti i sedili sono presenti tavolini e prese di corrente a 220 V ad uso dei viaggiatori.
I sedili sono a cantilever (a mensola) per facilitare la pulizia interna (sono sorretti solo dal lato della parete del convoglio e non da sostegni dal lato del corridoio).
I finestrini sono in gran parte sigillati, solo per alcuni è possibile l'apertura a compasso nella parte superiore sbloccandoli tramite l'apposita chiave in dotazione al personale di servizio. È presente un impianto di climatizzazione e di riscaldamento automatizzato. Sono presenti schermi e punti di diffusione sonora per rendere noto ai viaggiatori lo stato del viaggio. Il treno è dotato di un solo servizio igienico, posto nella carrozza centrale, dotato di impianto di recupero reflui a circuito chiuso e attrezzato per disabili non deambulanti, per i quali nella stessa carrozza è presente un posto dedicato. Sono anche presenti scritte in alfabeto braille per i non vedenti. Il convoglio è provvisto anche di impianto antincendio con rilevatore di fumo ad intervento automatico.
Il treno ha esternamente già dalla costruzione la livrea originaria del servizio Malpensa Express: rosso e bordeaux sulla parte pilota delle motrici, bianco panna per le altre carrozze con la parte bassa in grigio e i vetri dei finestrini e delle porte scuri. Tutta la parte esterna è ricoperta da una speciale pellicola che rende facile la rimozione dei graffiti. Negli interni i colori utilizzati per le pareti sono il bianco panna e varie gradazioni di grigio, mentre per il tessuto dei sedili nei primi convogli è stato utilizzato l'azzurro chiaro, poi sostituito con un meno delicato blu nei treni della seconda serie.
La progettazione degli interni, gli allestimenti e la livrea esterna sono opera di Pininfarina.
A seguito dell'utilizzo dei convogli anche per il servizio Lombardia Express, la livrea venne arricchita dei vistosi loghi di tale servizio. Il servizio fu poi soppresso, ma i loghi Lombardia Express non vennero rimossi dalle fiancate dei treni.
Nel mese di maggio 2022 è stata introdotta una nuova livrea bianca e rossa dedicata al servizio ferroviario su Malpensa, progressivamente applicata su tutti i mezzi di questo tipo.

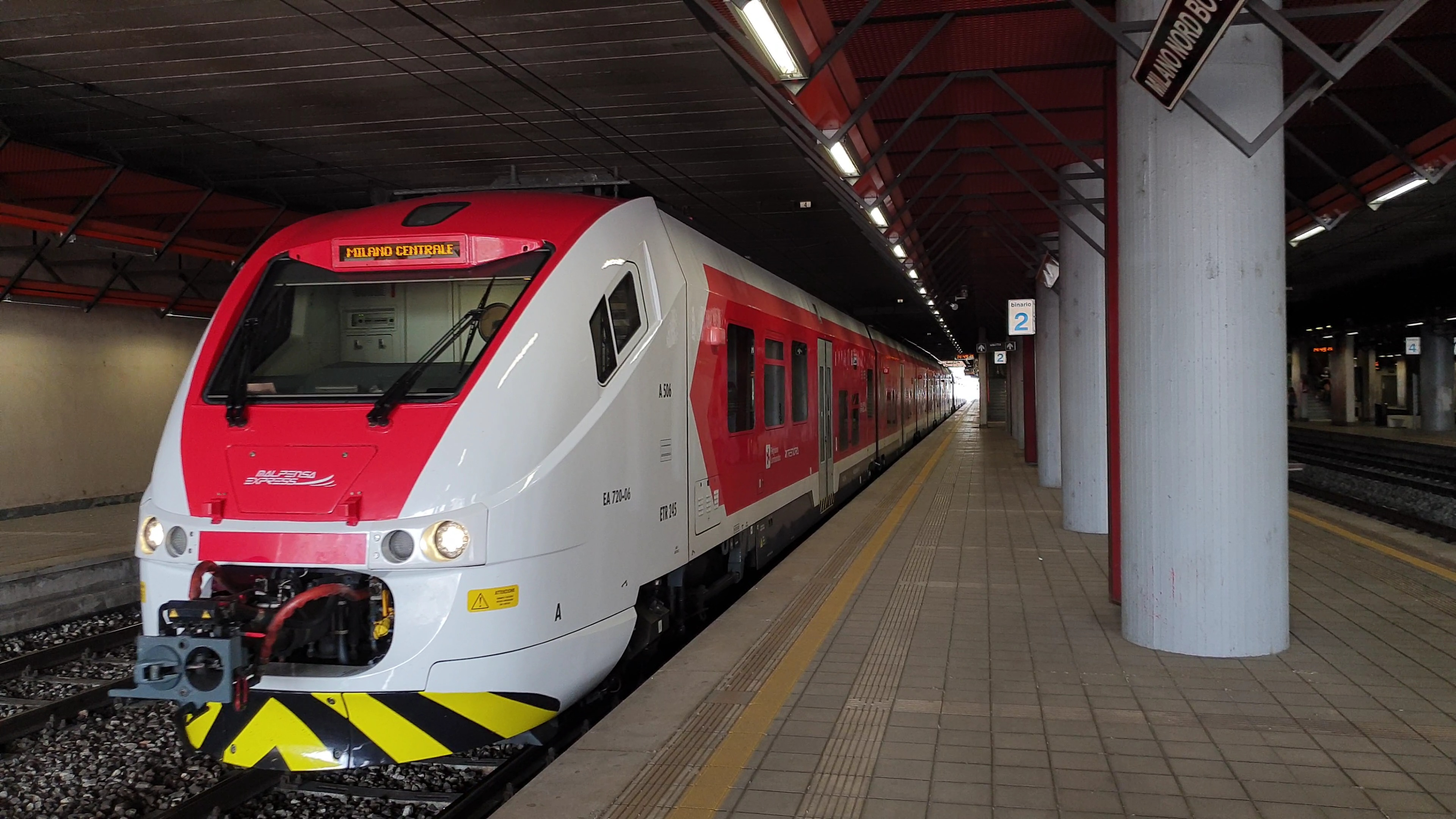
CSA N°6 nella nuova livrea in partenza da Milano Bovisa

## Classificazione
Sulle rete LeNord, le motrici di testa e di coda sono classificate come EA 720 ed EA 721, mentre le tre rimorchiate sono classificate EA 906, EA 905 ed EA 907 da Ferrovienord, seguite dal numero del treno in ordine di produzione.
I vari convogli completi sono invece classificati con la sigla da A501 (il primo CSA prodotto) a salire. Il primo numero indica il numero di casse (cinque), i restanti due numeri il progressivo del complesso.
Sulla rete RFI, che questo treno impiega per effettuare il tratto tra Milano Centrale e Milano Nord Bovisa, la classificazione dei CSA va invece da ETR 245-001 a salire.
Le singole casse del complesso sono invece numerate secondo i principi della marcatura numerica U.I.C. dei veicoli, avendo per ogni singolo veicolo dello stesso complesso numeri differenti, ma progressivi, di costruzione.
A titolo di esempio il complesso A501 (così classificato da Ferrovienord) corrisponde al complesso ETR 245-001 per RFI, e le singole casse nelle due classificazioni seguono lo schema:
| RFI               | Ferrovienord |
| ----------------- | ------------ |
| 94 83 3 245 001-4 | EA 720-01    |
| 94 83 0 245 002-8 | EA 906-01    |
| 94 83 0 245 003-6 | EA 905-01    |
| 94 83 0 245 004-4 | EA 907-01    |
| 94 83 3 245 005-5 | EA 721-01    |

.